# Luis Bolín
Luis Antonio Bolín Bidwell (Malaga, 1894 - Madrid, 1969), était un avocat, journaliste, haut fonctionnaire, homme politique et auteur espagnol.
Originaire de la haute bourgeoisie de Malaga, il se lança, à l’issue de ses études de droit, dans le journalisme politique, notamment comme correspondant du journal de droite ABC. En juillet 1936, il joua un rôle de premier plan dans le coup d’État militaire en réussissant à affréter à Londres un hydravion à bord duquel Franco put, sans éveiller de soupçons, se transporter des Canaries à Tétouan, pour de là organiser la conquête nationaliste de l’Espagne métropolitaine. 
Peu après, il fut dépêché par Franco en Italie pour y négocier — avec succès  — l’acquisition d’une douzaine d’avions de combat. Pendant la Guerre civile, il fut nommé chef du service de presse et de propagande auprès de la Junte technique, ébauche de gouvernement, que Franco avait constituée en janvier 1938. Malgré une certaine habileté comme porte-parole du gouvernement franquiste, il manifesta bientôt des manières peu délicates à l’encontre de journalistes critiques envers le camp nationaliste, faisant notamment écrouer Arthur Koestler et menaçant de faire de même avec Chalmers Mitchell, ce qui lui valut finalement sa mise à pied. Il occupa ensuite pendant quinze ans le poste de Directeur général du tourisme et siégea de 1943 à 1946 dans les Cortes franquistes.

## Biographie

### Origines familiales et débuts dans le journalisme
Luis Bolín était issu d’une famille d’origine étrangère appartenant à la haute bourgeoisie de Malaga, qui s'était établie dans cette ville pour les besoins de ses activités commerciales maritimes, dont notamment la culture de la canne à sucre et l’exportation de vins doux. Il entreprit des études de droit dans les universités de Grenade et de Madrid, qu’il compléta ensuite par un séjour d’études à Londres, où son oncle Manuel Bidwell y Hurtado, frère de sa mère, exerçait alors comme évêque auxiliaire de Westminster. Journaliste en France durant la Première Guerre mondiale, il travailla en 1921 pour le Service d’information de la Société des Nations et fut de 1932 à 1936 attaché de presse de l’ambassade d’Espagne à Londres. Son frère Manuel Bolín épousa Constancia de la Mora, qui allait lutter pendant la Guerre civile aux côtés de la République.

### Coup d’État de juillet 1936
Le 6 juillet 1936, l’éditeur du journal ABC, Juan Ignacio Luca de Tena, passa de Biarritz un coup de téléphone à Bolín à Londres pour lui confier la mission suivante : « Il y a lieu que tu ailles en Angleterre et que tu y prennes en location un hydravion capable de voler directement des îles Canaries au Maroc, si possible à Ceuta. Un Espagnol du nom de Mayorga te donnera l’argent nécessaire ; il travaille dans la City de Londres pour la banque Kleinwort. L’avion doit être samedi prochain 11 juillet 1936 à Casablanca ».
Dans le cadre de cette mission, Bolín eut un entretien avec Juan de la Cierva et Douglas Francis Jerrold au restaurant londonien Simpson's-in-the-Strand. Bolín et De la Cierva, qui n’avaient pas trouvé d’hydravion satisfaisant aux critères, se virent recommander par Jerrold l'appareil De Havilland DH.89 Dragon Rapide, proposé en location par la compagnie d'affrètement aérien Olley Air Services, établie dans le borough londonien de Croydon.
Cependant, Ceuta ne disposant pas d’aérodrome, il fallut modifier le plan originel et indiquer un autre lieu d’atterrissage, en plus d’imaginer un itinéraire de vol sans escale au-dessus de la péninsule Ibérique. Afin de dissimuler le but réel du vol, De la Cierva proposa de l’enregistrer sous l’intitulé de « vol d’agrément ». Il était escompté qu’un appareil britannique mettant le cap sur les Canaries n’attirerait pas ou peu l’attention, au contraire d’un avion espagnol, qui mettrait très probablement les autorités espagnoles en alerte,. En outre, deux jeunes femmes blondes emmenées comme copassagères devaient permettre de se faire passer pour des touristes et d’achever de détourner l’attention des autorités. Jerold s’adressa à l’agent secret Hugh Bertie Campbell Pollard, qui mit à contribution pour ce rôle sa propre fille Diana ainsi que l’amie de celle-ci, Dorothy Watson, et qui effectua la location de l’appareil officiellement à son nom. De l’équipage faisaient partie également : le capitaine Cecil William Henry Bebb, pilote de réserve à la Royal Air Force ; George Bryers, à titre de mécanicien ; et un opérateur radio-navigant. 
L’avion, portant l’insigne G-ACYR , décolla le 11 juillet à 7 h 15 à Croydon et atterrit sur un aérodrome, alors inondé, à proximité de Bordeaux, où Luca de Tena monta à son tour dans l’avion et accompagna Bolín jusqu’à Casablanca, dans le Maroc français. De là, Luca de Tena se proposait de se rendre à Tanger, d’y louer une avionnette pour pouvoir, la veille du coup d’État, transporter Franco à Llano Amarillo, près de Ceuta, qui était en mesure d’accueillir un avion de petite taille. Pour que Luca de Tena puisse prendre place dans le Dragon Rapide, le mécanicien dut en descendre et prendre à Toulouse un avion de ligne d’Air France à destination de Casablanca. Dès le même jour, ce 11 juillet 1936, Bolín et Luca de Tena s’envolèrent en direction du Portugal, mais furent contraints à cause du mauvais temps de faire demi-tour au-dessus de l’Espagne et d’atterrir à Biarritz. Le lendemain 12 juillet, l’appareil atterrit entre Porto et Lisbonne, où les deux hommes eurent un entretien avec José Sanjurjo, qui avait été choisi pour diriger le coup d’État. Cependant, n’ayant alors rien encore organisé de son lieu d’exil au Portugal, Sanjurjo n’eut autre chose à leur offrir que son assentiment. Le soir du 12 juillet, le groupe poursuivit son vol vers Casablanca, où il toucha terre le 13 juillet et alla loger à l'Hotel Carlton. Le mécanicien, que le groupe retrouva à l’hôtel, et Bebb, furent chargés de préparer l’avion pour un vol à destination des îles Canaries, mais annoncèrent bientôt que le moteur nécessitait une révision et qu’il ne pourraient pas décoller avant le 15 juillet 1936.
Ayant été en contact avec des aéroports comme l’avion survolait l’Espagne, l’opérateur radio vint à être soupçonné de travailler pour le gouvernement espagnol et, accusé d’incompétence et d’ivrognerie, fut laissé en arrière auprès de la légation britannique à Casablanca. Bolín lui-même resta également à Casablanca. Afin de dissiper les soupçons des autorités espagnoles, l’avion fit encore une escale au cap Juby et à Ifni, avant d’atterrir finalement sur la Grande Canarie. Ce nonobstant, la nouvelle de ce vol était déjà arrivée à la connaissance du ministère de l’Intérieur, lequel ordonna d’immobiliser l’appareil.
Arrivé à Las Palmas de Gran Canaria, Pollard se rendit de là en compagnie de sa fille et de Dorothy Watson à Santa Cruz de Tenerife, pour transmettre à Franco (qui venait de se rallier à la rébellion militaire) le mot d’ordre du coup d'État et de son subséquent transfert vers le Maroc : « Galicia saluda a Francia » (littér. La Galice salue la France), que Bolín leur avait noté sur un papier à Casablanca. Le 16 juillet 1936, Bebb et Bryers, qui pendant ce temps étaient restés à Gando, furent interpellés dans leur hôtel et interrogés sur le but de leur voyage par des hommes de Luis Orgaz Yoldi. Ils déclarèrent attendre un groupe de touristes anglais en vue de les reconduire en Angleterre.
Le 16 juillet 1936, le général Amado Balmes, le gouverneur militaire de Las Palmas, se tua accidentellement (ou fut tué délibérément, selon une autre version) avec son arme de service,. Le 17 juillet 1936, Franco s’embarqua sur le vapeur Viera y Clavijo en partance pour Las Palmas, afin — comme le lui avait recommandé le gouvernement  — d’examiner l’incident et de prendre part aux funérailles. Arrivé sur place vers huit heures, il assista à l’autopsie et à la veillée funèbre, puis, à midi, assista à l’enterrement aux côtés du gouverneur civil Antonio Boix Roig. Dans l’après-midi, il visita plusieurs quartiers de la ville, puis retourna à 19 heures à l'Hotel Madrid, où il avait pris une chambre. Le coup d’État ayant à ce moment déjà dépassé le stade de la simple rumeur, Antonio Boix Roig décida de concentrer les forces de la Garde civile et de la Garde d'assaut dans le palais de gouvernement. Ce même 17 juillet 1936, le capitaine Bebb reçut une nouvelle fois la visite du général Orgaz en présence de Pollard, visite lors de laquelle il leur fut notifié que leur identité avait été élucidée le jour précédent et que leur passager se trouvait déjà à Las Palmas.
Le 18 juillet 1936 à 14 h 33, veille du coup d’État, Franco gagna l’aérodrome de Gando par mer, sur un remorqueur, puis s’envola à bord du Dragon Rapide en direction de Casablanca. Franco, vêtu en civil, porteur d’un passeport diplomatique établi au nom de José Antonio de Sangróniz, était accompagné de son cousin Francisco Franco Salgado-Araujo, dit Pacón, et d’un fonctionnaire aérien. Lors de leur première escale à Agadir, ils vinrent à se trouver face à d’une escadrille d’avions militaires, sous l’autorité du gouvernement légal, qui se rendait du cap Juby vers l’Espagne. Afin d’éviter d’être reconnu, Franco donna ordre à Bebb de se garer à l’autre bout de la piste, d’où Bebb envoya un message chiffré informant qu’il avait Franco à bord et que celui-ci ne quittait pas l’avion.
À 21 h 15, le Dragon Rapide atterrit à Casablanca, où les hommes retrouvèrent Bolín. Franco voulait poursuivre immédiatement le voyage, mais les autres surent l’en dissuader. Contraint donc de passer la nuit à Casablanca, Franco partagea la même chambre d’hôtel avec Bolín. Ce dernier rapporte que dans leur chambre commune Franco se répandit en paroles, évoquant tour à tour la liquidation de l’Empire, les erreurs de la République, l’ambition d’une Espagne plus grande et plus juste ; manifestement, Franco était animé par le besoin de sauver la patrie. Franco alternait des états d’enthousiasme inhabituel avec des moments où il faisait un tableau si sombre de la situation que Bolín en vint à lui demander s’il y avait seulement quelque espoir.
Le lendemain, Bolín reçut un coup de téléphone de la part de Luca de Tena lui enjoignant de ne pas atterrir dans la ville internationale de Tanger, comme il était prévu, étant donné qu’un groupe d’hommes armés y attendait la venue de Franco. La destination fut donc changée en l’aéroport Sania Ramel, près de Tétouan, qui se trouvait être sous le contrôle du colonel putschiste Eduardo Sáenz de Buruaga ; peu auparavant, l’aéroport était encore sous le commandement de Ricardo de la Puente Bahamonde, cousin au premier degré de Franco, resté fidèle à la république. Ainsi, le 19 juillet 1936, Franco et ses compagnons atterrissaient-ils à Sania Ramel.

### Pendant la Guerre civile
Le 20 juillet 1936, c’est-à-dire peu de jours après le coup d’État du 18 juillet, Franco dépêcha Luis Bolín comme son émissaire personnel à Rome afin de solliciter l’appui de l'Italie fasciste. Bolín, accompagné par le marquis Luca de Tena, son chef au journal ABC, se rendit à Rome via Biarritz en utilisant le même avion de location qui celui qui avait transporté Franco des Canaries à Tétouan ; il était porteur d’un feuillet provenant du mess des officiers de l’aéroport de Tétouan, sur laquelle Franco avait hâtivement noté : « Par la présente, je charge don Luis Antonio Bolín de négocier en Angleterre, en Allemagne ou en Italie, l’acquisition en urgence d’avions et d’approvisionnements pour l’armée espagnole non-marxiste ». Arrivé à Rome le 21 juillet, Bolín fut reçu par le comte Ciano, gendre de Mussolini, à qui il présenta, moyennant gages de financement du banquier majorquin Juan March, une requête d’achat de plusieurs avions du modèle Savoia-Marchetti SM.81. Ainsi Franco réussit-il à acheter à l’Italie, grâce aux démarches de Bolín et à l’intervention de Luca de Tena et d’Alphonse XIII, douze avions payés par Juan March.
À Cáceres, Franco avait constitué autour de lui un embryon de gouvernement dénommé Junta Técnica (littér. Comité technique), où Bolín était responsable de la propagande et faisait fonction de porte-parole du camp nationaliste, se chargeant en particulier assez habilement des relations avec les correspondants étrangers, tout en réparant les erreurs de son prédécesseur Millán-Astray, et ce jusqu’à sa démission en mai 1937. À ce titre, il arrangea la tenue — en sa présence dans la cour du palais des Golfines de Arriba à Cáceres — d’une interview de Franco par un journaliste français accompagné de l’opérateur René Brut. De même, il obtint que le journaliste-espion Arthur Koestler, attaché au News Chronicle, puisse interroger Queipo de Llano dans les locaux de Radio Sevilla.
La famille de Bolín, persécutée à Malaga, trouva refuge au logis de sir Peter Chalmers Mitchell, consul britannique en exercice — c’est-à-dire dans la même maison où plus tard Bolín fit mettre Koestler en détention, menaçant de « [l’]abattre comme un chien enragé » —, ainsi que dans la demeure du consul du Mexique, Porfirio Smerdou, époux de Concha Altolaguirre Bolín, sœur du poète de la Generación del 27, Manuel Altolaguirre Bolín.
Cependant, oublieux de ce que Chalmers Mitchell avait accueilli à son domicile plusieurs membres de sa famille, Bolín s'apprêtait à le faire arrêter au motif de la publication d’une lettre écrite de sa main et publiée dans The Times, où il dénonçait les atrocités commises par les insurgés ; Chalmers Mitchell, sitôt qu’il eut quitté l’Espagne, dénonça l’arrestation de Koestler, laquelle provoqua une commotion internationale, où notamment William Randolph Hearst dénonça cette détention comme une « violation inacceptable des droits des journalistes d’exercer leur profession ». Par suite de l’intervention de nombreux parlementaires britanniques, de l'écrivain H. G. Wells, de Winston Churchill auprès du Foreign Office, du gouvernement français, de la Société des Nations, de la Croix rouge et même du Vatican, Koestler fut finalement remis aux autorités britanniques, à l’occasion d’un échange de prisonniers avec l’épouse de l’aviateur franquiste Carlos Haya, le 14 mai 1937. Le même jour, Bolín fut remplacé par Pablo Merry de Val et nommé en lieu et place « envoyé spécial de la Légation en Angleterre, dans les Pays scandinaves et aux États-Unis », puis chef du Service national de tourisme (en espagnol Patronato Nacional del Turismo). Cependant, la personnalité despotique de Bolín, qui allait jusqu’à menacer de mort plusieurs correspondants étrangers, y compris même quelques-uns travaillant pour des publications favorables à Franco, et son parti de nier le bombardement de Guernica, en répandant la thèse que ce furent les « rouges » eux-mêmes qui avaient mis le feu à la ville de Guernica,, portèrent le marquis del Moral, le coordinateur de la propagande franquiste à Londres, à faire personnellement le voyage de Salamanque pour conseiller à Franco sa mise à pied.

### Sous le franquisme
Avec la mise en place du premier gouvernement franquiste, le 30 janvier 1938, Bolín fut nommé Directeur général du tourisme, poste qu’il occupera pendant quinze ans. De 1943 à 1946, sous la première législature des Cortes franquistes, il fut désigné pour siéger comme procureur aux Cortes en représentation du « Syndicat national de l’hôtellerie et apparentés » ; il démissionna comme président dudit syndicat le 25 février 1953, où il sera remplacé par Emilio Jiménez Millas.
Son neveu, Enrique Bolín Pérez-Argemí, a été maire de Benalmádena.

## Publications de Bolín
- España, los años vitales, Madrid, Espasa Calpe, 1967, 447 p.
- La República Española, Madrid, Librería San Martín, 1933